# Apostolska nunciatura v Litvi
Apostolska nunciatura v Litvi je diplomatsko prestavništvo (veleposlaništvo) Svetega sedeža v Litvi, ki ima sedež v Vilniusu; ustanovljena je bila 31. januarja 1927.
Trenutni apostolski nuncij je Luigi Bonazzi.

## Seznam apostolskih nuncijev
- Antonino Zecchini (25. oktober 1922]] - ?)
- Lorenzo Schioppa (10. marec 1927–27. maj 1931)
- Riccardo Bartoloni (27. maj 1928–12. junij 1931)
- Luigi Centoz (19. februar 1940–3. december 1941)
- Justo Mullor García (30. november 1991–2. april 1997)
- Erwin Josef Ender (9. julij 1997–19. maj 2001)
- Peter Stephan Zurbriggen (25. oktober 2001–14. januar 2009)
- Luigi Bonazzi (14. marec 2009–danes)